# Кудрівка-Нива
«Нива» — український футбольний клуб, заснований 1980 року. Представляв у районних та обласних змаганнях село Бузова Бучанського району Київської області.
В сезоні 2022/2023 клуб виступав у Другій лізі, а в сезоні 2023/2024 грав у Першій лізі.

## Історія

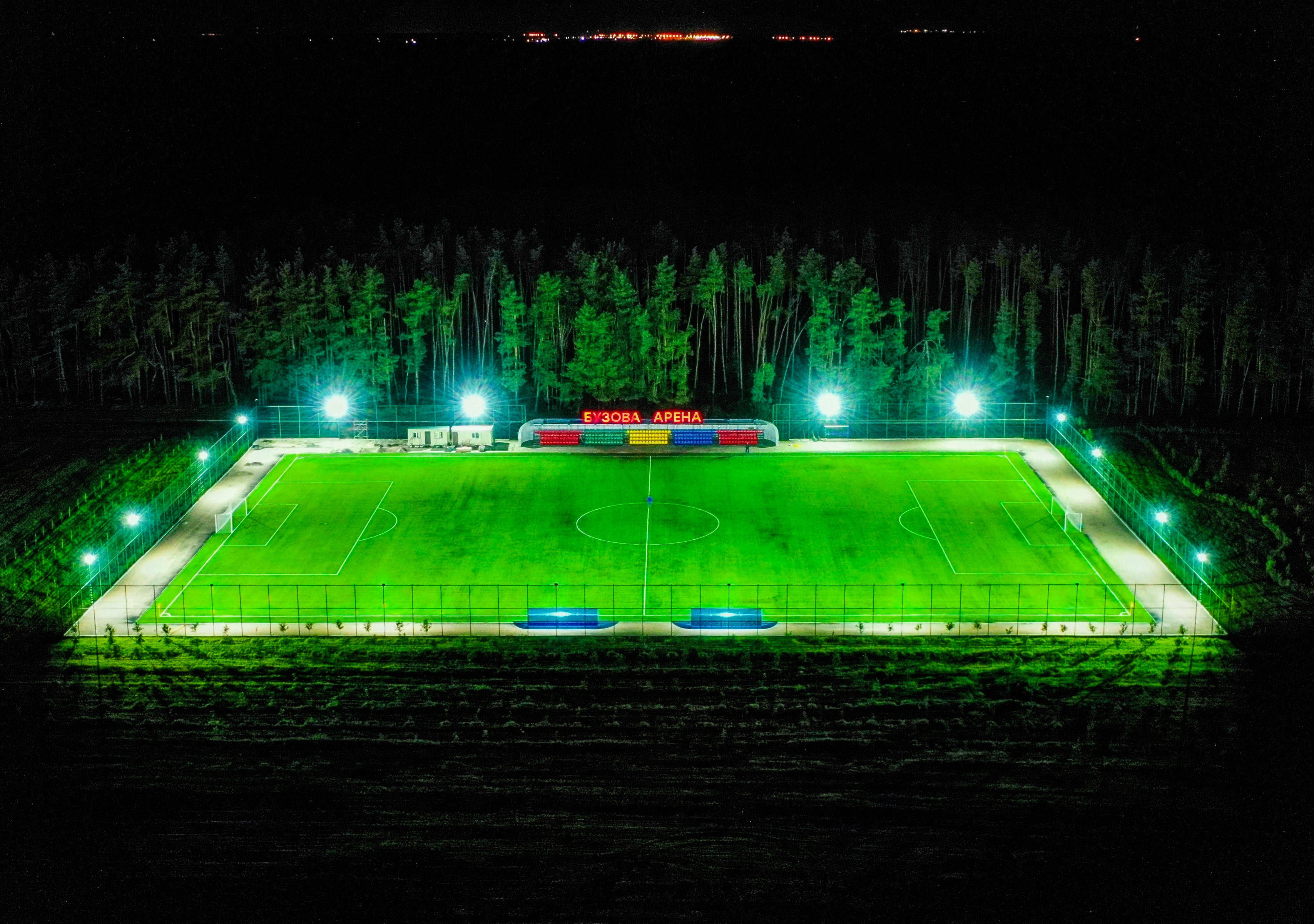
Арена Бузова

Заснований навесні 1980 року за ініціативи інженера радгоспу «Бузівський» — Крижевського Василя Володимировича, який на той час був спортінструктуром на громадських засадах. Футбольний актив складався з місцевих аграріїв. Ініціативу підтримало керівництво радгоспу, лише постало питання, яку назву дати команді. Обрали назву для клуба — «Нива» на противагу варіанту з «Колосом». Команда декілька разів припиняла своє існування, особливо довгим був період відсутності з 2009 року по 2017 рік у зв'язку з реконструкцією «Шкільного» стадіону.

### Відновлення клубу
З вересня 2019 року президентом клубу став О. З. Ефендієв. У 2020 році було побудовано свою базу та стадіон. Після 12-річної перерви клуб повернувся на рівень обласних змагань (кубок області). У короткі терміни у шість місяців був побудований домашній стадіон «Бузова Арена» та спортивна база в центрі села. У найближчих планах — побудова другої частини спортивної бази зі спортзалом та кабінетами для відновлення футболістів.
З моменту свого існування команда виступала в першості Києво-Святошинського району, але один сезон 2008 року провела в рамках обласного чемпіонату Київської області, де виборола срібні нагороди і стала віце-чемпіоном Київської області.
27 березня 2021 року «Нива» перемогла «Денгофф» (Денихівка) з рахунком 5:2 у фіналі Меморіалу Миколи Кірсанова — 2021. 24 серпня 2021 року «Нива» здобула Кубок Київської області — 2021, перемігши у фіналі «Дружбу» (Мирівка) з рахунком 2:0.
З сезону 2022/2023 клуб виступає в Другій лізі. У травні 2023 року «Нива» здобула «золото» у чемпіонаті Другої ліги та вийшла у Першу лігу.
Взимку 2024 року команда змінила назву на «Кудрівка-Нива».
Перед сезоном 2024—2025 команда об'єдналася з ФК «Кудрівка».

## Вболівальники
Команда має свій фанатський рух під назвою UBN (Ultras Buzivchany Nyvy), який було створено в липні 2020 року. У фанатському русі налічується близько 80-100 фанатів[джерело?].

## Досягнення
Друга ліга чемпіонату України
- Переможець: 2022/23

Чемпіонат Київської області
- Переможець: 2021

- Срібний призер: 2008

Кубок Київської області
- Володар: 2021

Суперкубок Київської області
- Володар: 2021

Меморіал Макарова
- Володар: 2023

Меморіал Миколи Кірсанова
- Володар: 2021[9]

## Тренер

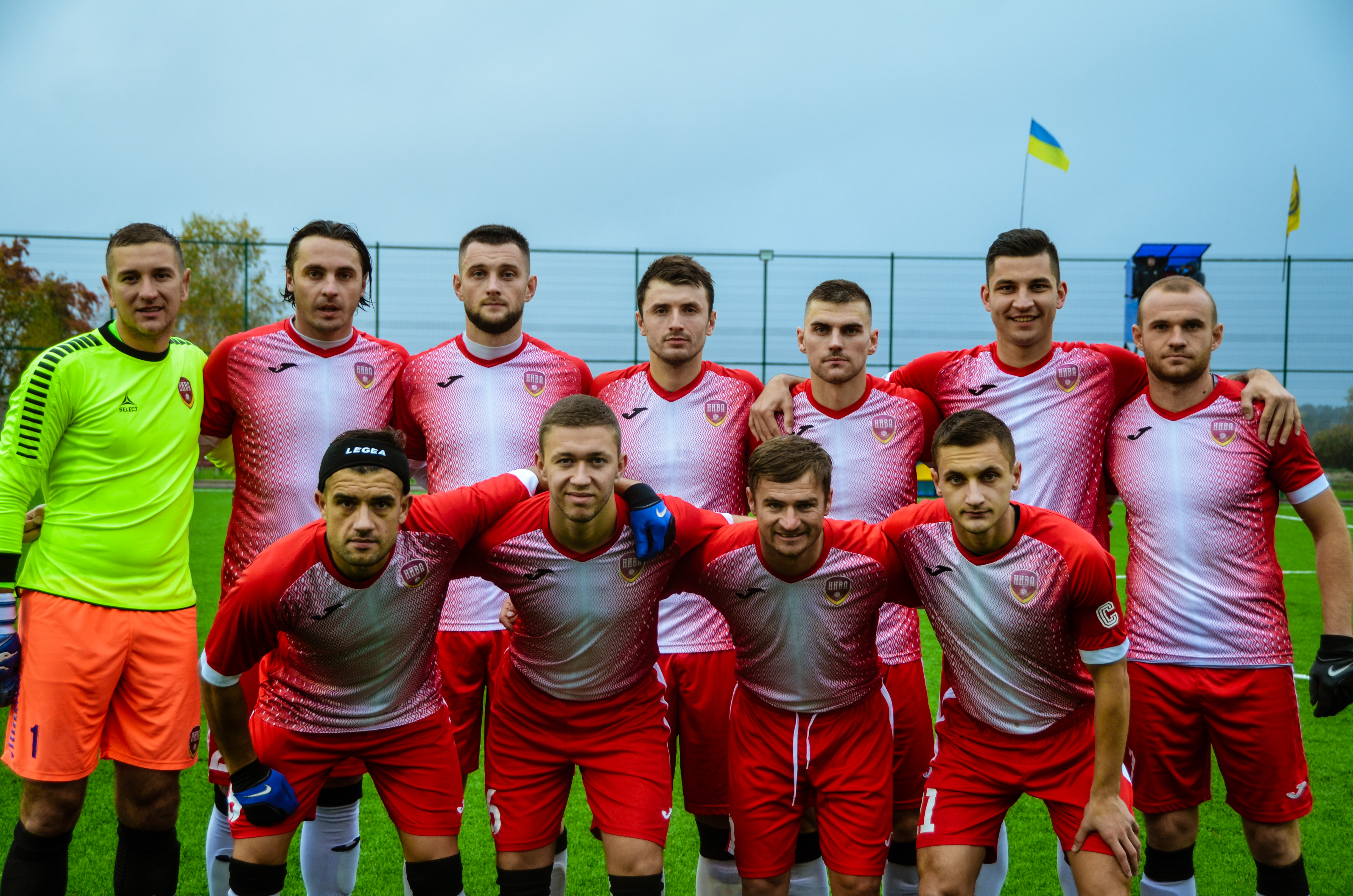
Нива, 2020 рік.

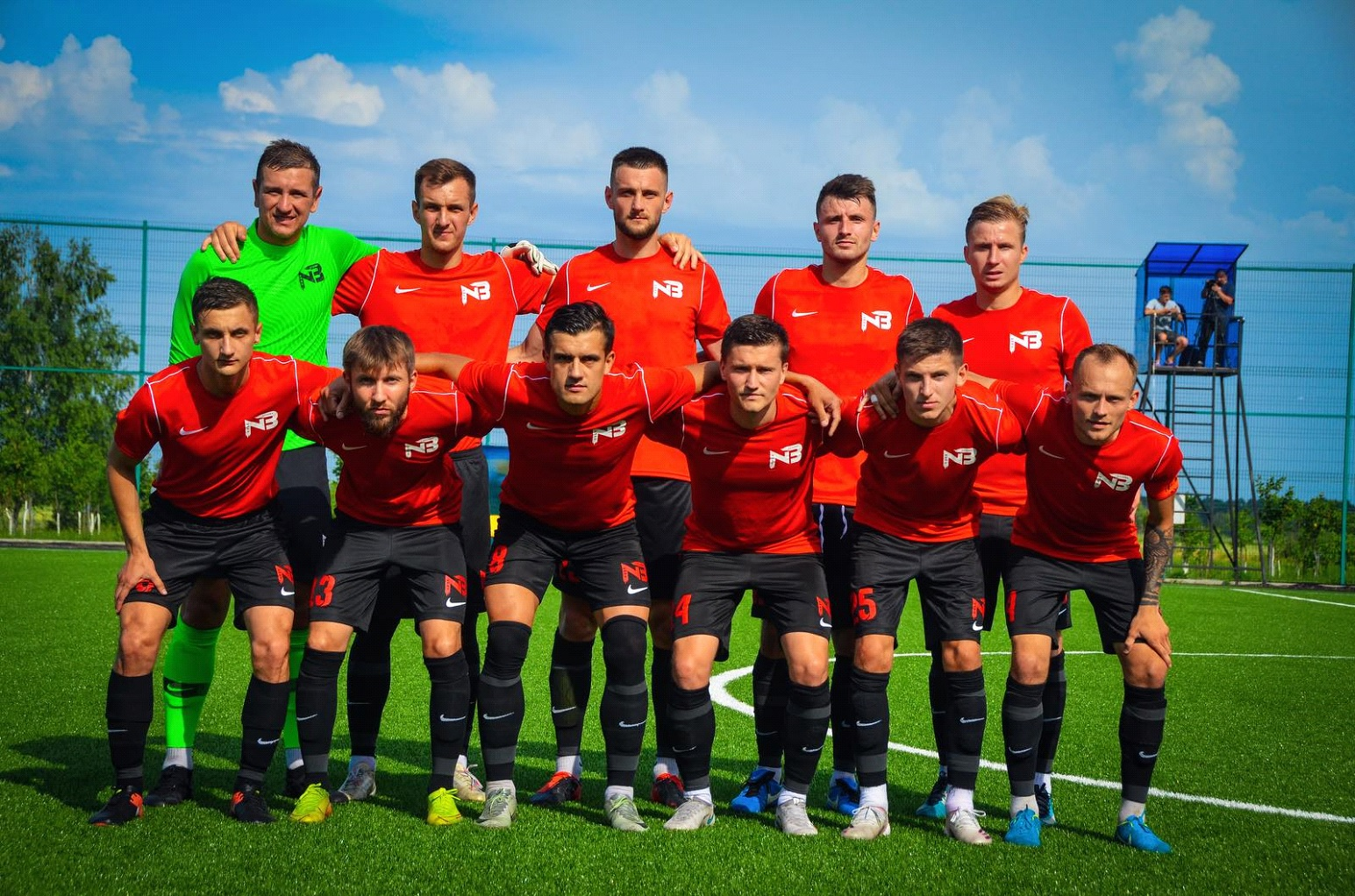
Нива, 2021 рік

Тренер команди — Жабченко Ігор Валентинович, народився 1 липня 1968 року у місті Києві. Досягнення як футболіста: Володар Кубка України: 1993/94; Срібний призер Чемпіонату України (3): 1994/95, 1995/96, 1997/98; Бронзовий призер Чемпіонату України: 1993/94; Фіналіст Кубка Інтертото: 1996; Срібний призер Першої ліги України: 1998/99. В списку кращих футболістів України в сезонах 1993/1994, 1994/1995.
Досягнення як тренера: Бронзовий призер Першої ліги України 2014/15; Переможець Другої ліги України (2) — 2008/09, 2013/14; Срібний призер Другої ліги України 2010/11.

## Статистика виступів
| Сезон   | Ліга    | М      | І  | В  | Н  | П | ГЗ | ГП | О  | Кубок України  | Примітка                                  |
| ------- | ------- | ------ | -- | -- | -- | - | -- | -- | -- | -------------- | ----------------------------------------- |
| 2021–22 | Аматори | 1 з 10 | 9  | 8  | 1  | 0 | 23 | 4  | 25 | не брав участі | Підвищення                                |
| 2022–23 | Друга   | 1 з 10 | 18 | 13 | 3  | 2 | 36 | 8  | 42 | не проводився  | Підвищення                                |
| 2023–24 | Перша   | 6 з 20 | 28 | 10 | 10 | 8 | 32 | 34 | 40 | 1/64 фіналу    | після сезону об'єдналися із ФК «Кудрівка» |

## Відомі гравці
- Пилявський Андрій Борисович
- Сітало Сергій Володимирович
- Скепський Денис Володимирович
- Захаревич Ярослав Олегович
- Зуєвич Сергій Сергійович
- Турчанов В'ячеслав

## Галерея

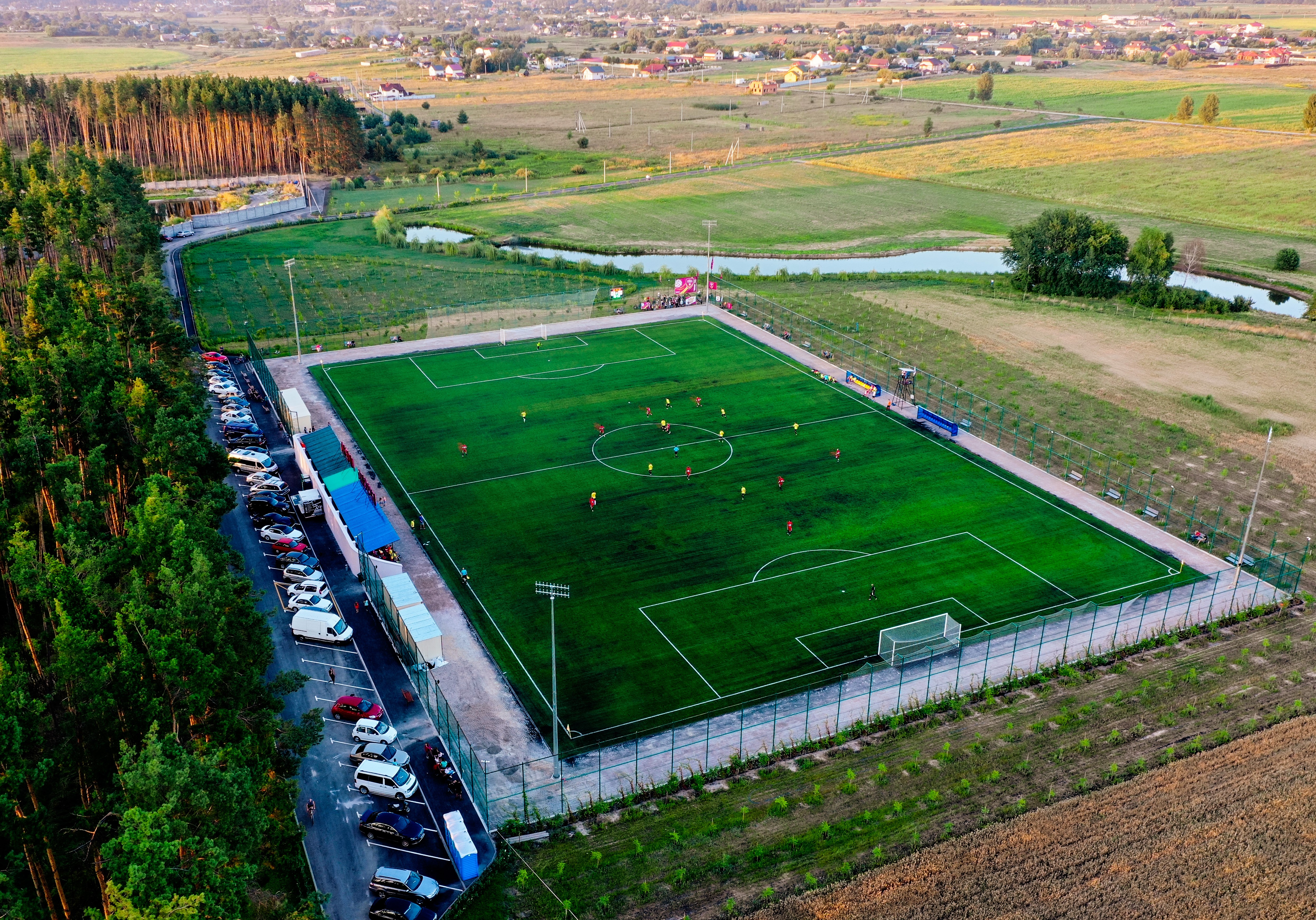
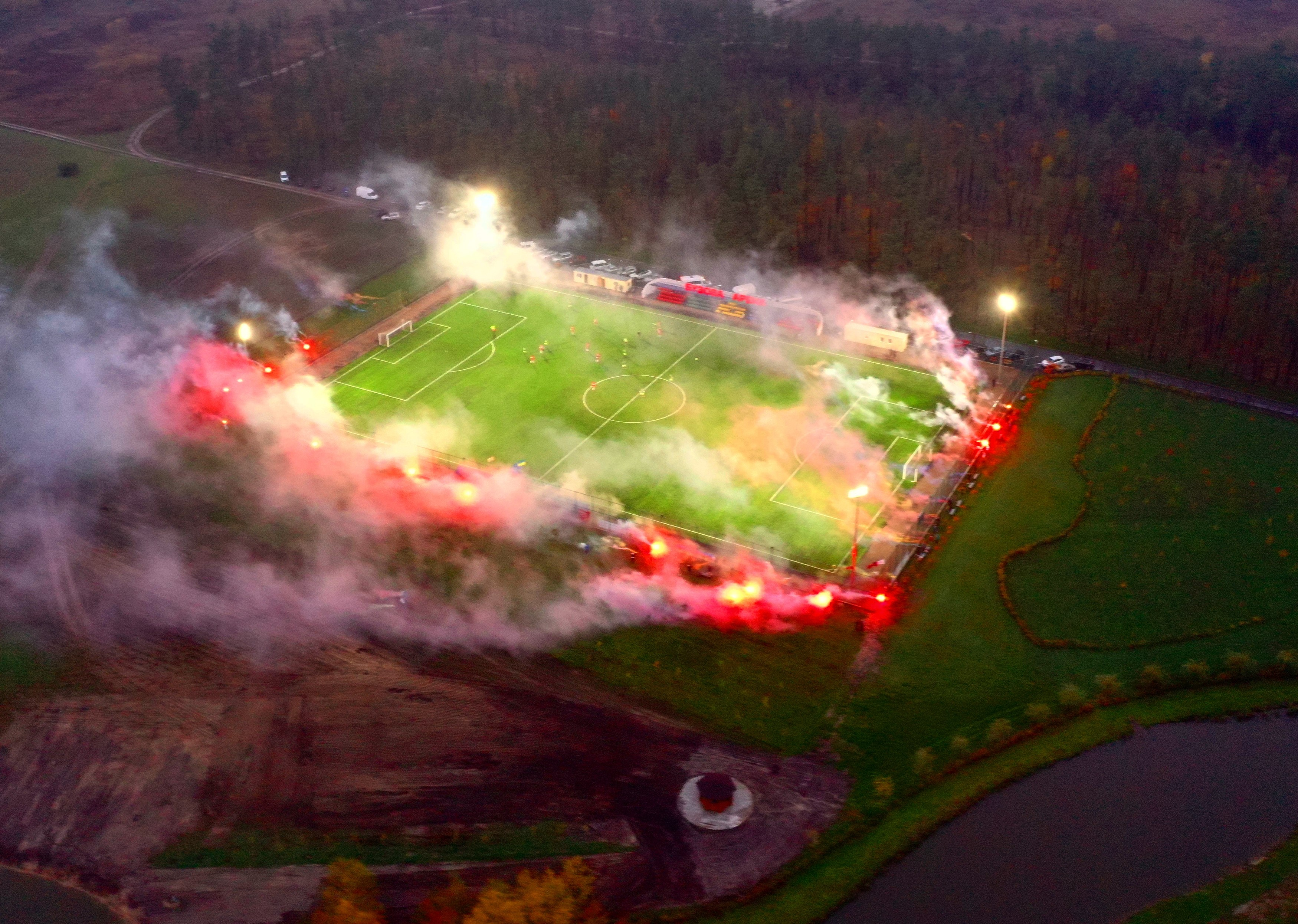
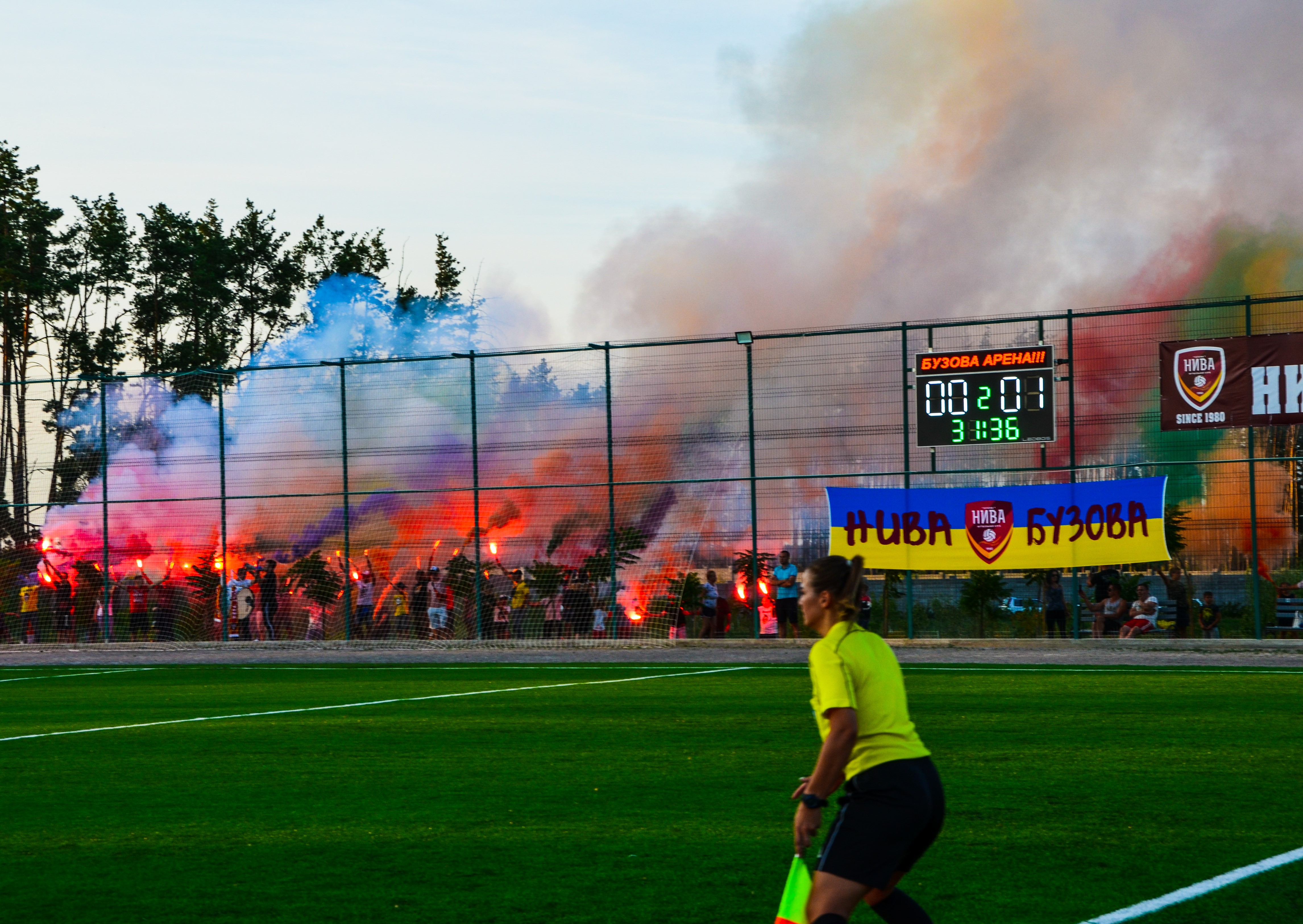